# For Another Woman
For Another Woman er en amerikansk stumfilm fra 1924 af David Kirkland.

## Medvirkende
- Kenneth Harlan
- Florence Billings
- Henry Sedley
- Mary Thurman
- Kathryn Riddell
- Arnold Daly
- Alan Hale
- Tyrone Power Sr.